# Демографија Андоре
Андора (кат.: Andorra) или службено Кнежевина Андора (кат.: Principat d'Andorra) је мала кнежевина смјештена у Пиринејима између Француске и Шпаније. Андора је подијељена на административне регије — парохије. 

По попису из 2015. године Андора има 78.014 становника. Андора је једна од територијално најмањих земаља свијета чија је површина на 467,63 km². Густо је насељена земља (166,8 становника на km²) и њено становништво је хетерогено. Главни и највећи град Андоре је Андора ла Веља у којем живи 19.884 становника. То је главни град на највишој надморској висини у Европи (1.023 метра изнад нивоа мора)..

## Демографија

### Становништво
Попис становништва 2015. године је био 69. службени попис у Андори. Први попис је извршен 1947. године и према њему Андора је имала 5.385 становника. Од 2009. године до 2015. године сваке године је извршена процјена и попис становништва. Према попису, становништво Андоре се удвостручило у односу на 1982. године, утростручило у односу на 1975. годину, а учетворостручило у односу на 1970. годину.

Према процјени из 2015, број становника Андоре требало је да износи 71.732, а попис становништва који је обављен 31. децембра 2015. године, показао је да је број пописаних лица много већи, 78.014 становника. По броју становника, Андора је 185. земља свијета. 

Површина Андоре је 467,63 km² и она је по површини једна од најмањих држава свијета (179 на ранг листи). Највећа парохија Андоре по површини је Канило (121 km²), а најмања Андора ла Веља (12 km²). Андора је густо насељена (166,8 становника на km²) земља јужне Европе. Најгушће насељена парохија је Андора ла Веља (1.907,2 ст. на km²), а најрјеђе насељена је Канило (34,1 ст. на km²), што одговара њиховој површини.

#### Становништво према полу
Од 78.014 становника у Андори, више је мушкараца (39.754) него жена (38.260). Процентуално, број мушкараца је 51%, у односу на жене којих има 49%.

### Националност
Становништво Андоре је веома разнородно, хетерогено. 

Релативна већина становништва Андоре се изјашњава као Андорци (45,83%). Андорци (кат.: Andorrans или Andorranеs) су потомци каталонских хришћана који су у пршлости населили андорске долине. Говоре каталонским језиком.
Од осталих етничких група, на подручју Андоре издвајају се Шпанци (26,38%), затим Португалци (13,71%) и Французи (4,99%). 

Етничка структура према националности 2015. године:

Становништво Андоре по националности (2015)
| Националност  | Број становника | Проценат |
| ------------- | --------------- | -------- |
| Андорци       | 35.750          | 45,83%   |
| Шпанци        | 20.577          | 26,38%   |
| Французи      | 3.890           | 4,99%    |
| Португалци    | 10.697          | 13,71%   |
| Британци      | 953             | 1,22%    |
| Нијемци       | 321             | 0,41%    |
| Аргентинци    | 648             | 0,83%    |
| Американци    | 112             | 0,14%    |
| Белгијанци    | 222             | 0,28%    |
| Холанђани     | 233             | 0,30%    |
| Индијци       | 78              | 0,1%     |
| Италијани     | 453             | 0,58%    |
| Мароканци     | 449             | 0,58%    |
| Уругвајци     | 89              | 0,11%    |
| Чилеанци      | 201             | 0,26%    |
| Филипинци     | 419             | 0,54%    |
| Аустралијанци | 74              | 0,09%    |
| Данци         | 87              | 0,11%    |
| Швајцарци     | 75              | 0,1%     |
| Швеђани       | 50              | 0,06%    |
| остали        | 2.636           | 3,38%    |
| укупно        | 78.014          | 100%     |

### Религија
Према процјени из 2010. године, на Андори преовладава хришћанство. Најећи број хришћана су римокатолици (88,2%), а мање је православаца (0,3%), протестаната (0,3%) и осталих хришћана (0,7%). Светац заштитник Андоре је Богородица Мертшелска. Од осталих религија у Андори, заступљене су ислам, хиндуизам, бахаизам и јудаизам. Исламску заједницу чине досељеници из Сјеверне Африке (највише Мароканци). Према процјени из 2005. године, муслимани су чинили 2,8% становништва Андоре (око 2.000 становника). У Андори живи приближно 100 јевреја.

### Језици
Каталонски језик је једини службени језик у Андори. Каталонски (кат.: català) је језик који припада романксој групи језикс и говори се у Шпаније, Шпаније, мањем дијелу Француске и веома малом дијелу Сардиније. Признати и раширени језици су шпански, португалски и француски.
Структура становништва према матерњем језику:
- каталонски (38,8%)
- шпански (35,4%)
- португалски (15%)
- француски (5,4%)
- Остали (5,5%)

### Становништво према старости

#### Просјечна старост
Просјечна старост у Андори је према попису износила 40,59 година. Просјечна старост се у односу на 2014. годину повећала за 0,37 година, а у односу на 1984. годину просјечна старост је повећана за скоро 8 година (те године износила је 32,6 година). Просјечна старост мушкараца (40,3 године) је нешто мања у односу на просјечну старост жена (40,9 година). На парохијској основи, најстарије је становништво у парохији Андора ла Веља (41,58 година), док је најмлађе у парохији Ордино (37,42 године).

#### Старосна структура
На дан пописа, становништво са 14 и мање година чинило је 14,66% (11.434) укупног становништва, становништво између 15 и 65 година 71,53% (55.806) укупне популације, а становништво са 65 и више година 13,81% (10.774). Највише становника имало је између 40 и 44 године (7.600 становника), а најмањи број је становника између 80 и 84 године (1.378 становника).

Старосна структура Андоре:
| Пол и године | 0-4   | 5-9   | 10-14 | 15-19 | 20-24 | 25-29 | 30-34 | 35-39 | 40-44 | 45-49 | 50-54 | 55-59 | 60-64 | 65-69 | 70-74 | 75-79 | 80-84 | 84>   |
| ------------ | ----- | ----- | ----- | ----- | ----- | ----- | ----- | ----- | ----- | ----- | ----- | ----- | ----- | ----- | ----- | ----- | ----- | ----- |
| Мушкарци     | 1.626 | 2.091 | 2.121 | 2.171 | 2.008 | 2.184 | 2.908 | 3.548 | 3.875 | 3.664 | 3.456 | 2.787 | 2.113 | 1.711 | 1.265 | 818   | 634   | 774   |
| Жене         | 1.630 | 2.033 | 1.933 | 1.965 | 1.772 | 2.123 | 2.978 | 3.515 | 3.725 | 3.419 | 3.157 | 2.534 | 1.904 | 1.571 | 1.203 | 921   | 744   | 1.133 |
| Укупно       | 3.256 | 4.124 | 4.054 | 4.136 | 3.780 | 4.307 | 5.886 | 7.063 | 7.600 | 7.083 | 6.613 | 5.321 | 4.017 | 3.282 | 2.468 | 1.739 | 1.378 | 1.907 |

### Миграције
Нето стопа миграције је стабилна, 0 миграната на 1000 становника. По стопи миграције, Андора је 78. земља свијета.

### Наталитет
Андора има веома ниску стопу наталитета: 8,3 живорођене дјеце на 1000 становника (2014. година). По процјени ЦИА-е, од 224 државе Андора је 221 држава по стопи наталитета.

### Морталитет
Стопа морталитета Андоре је 3,59 смрти на 1000 становника.

### Природни прираштај
Према попису из 2014. године, Андора има позитиван, али низак природни прираштај:4,72‰.

### Стопа умрле одојчади
Према процјени ЦИА-е из 2015. године, стопа смртности одојчади била је 3,65‰ за оба пола. То значи да је број умрлих беба мањих од годину дана износи 3,65 на 1000 беба. По стопи умрле одојчади, Андора је 200. на свјетској листи.

### Очекивани животни вјек
| Мушкарци | 80,30 |
| Жене     | 84,55 |
| Укупно   | 82,36 |

### Стопа фертилитета
Стопа фертилитета: 1,34

### Писменост
Писменост:100% 
- Мушкарци:100%
- Жене:100%

### Градови
Градови и насеља преко 1.000 становника
|     | Насеље                | Број становника (2010) | Парохија              |
| --- | --------------------- | ---------------------- | --------------------- |
| 1.  | Андора ла Веља        | 20.526                 | Андора ла Веља        |
| 2.  | Лес Ескалдес          | 16.920                 | Ескалдес-Енгордани    |
| 3.  | Енкамп                | 8.830                  | Енкамп                |
| 4.  | Сент Ђулија де Лорија | 8.101                  | Сент Ђулија де Лорија |
| 5.  | Ла Масана             | 5.067                  | Ла Масана             |
| 6.  | Пас де ла Каса        | 3.063                  | Енкамп                |
| 7.  | Санта Колома          | 2.979                  | Андора ла Веља        |
| 8.  | Ордино                | 2.809                  | Ордино                |
| 9.  | Канило                | 2.274                  | Канило                |
| 10. | Аринсал               | 1.655                  | Ла Масана             |
| 11. | Ел Тартер             | 1.527                  | Канило                |
| 12. | Вила                  | 1.260                  | Енкамп                |
| 13. | Лес Бонс              | 1.204                  | Енкамп                |
| 14. | Сиспони               | 1.037                  | Ла Масана             |